# Berkeley Vincent
Berkeley Vincent, KBE CB CMG (4 de dezembro de 1871 — 29 de janeiro de 1963) foi um oficial do Exército britânico e esportista. Berkeley foi comissionado na Artilharia Real em 1891. Foi promovido a tenente em 1894 e a capitão em 1900. Serviu com a Força Expedicionária chinesa e, depois, na Segunda Guerra Boer. Em 1903, Berkeley foi mandado a Tóquio para aprender a língua japonesa: ele serviu como adido militar britânico com o Exército japonês durante a Guerra Russo-Japonesa e, a partir de 1 de março de 1904, estava ligado à 2.ª divisão do primeiro Exército japonês na Manchúria. Berkeley foi orientado por Ian Hamilton, também um observador na Guerra Russo-Japonesa.
Passou a ser comandante das forças britânicas no Iraque em 1922 e se aposentou em 1924.
Seu pai foi o coronel Arthur Hare Vincent e sua mãe era Elizabeth Rose Manson.

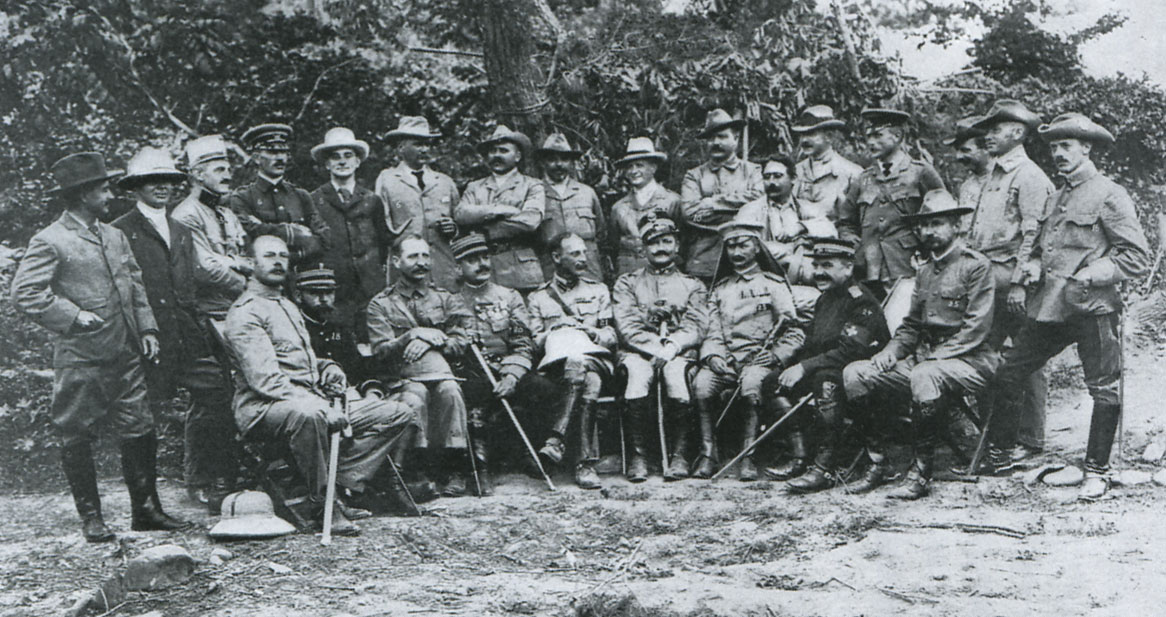
Adidos militares ocidentais e os correspondentes de guerra com as forças japonesas após a batalha de Shaho (1904): 1. Robert Collins; 2. David Fraser; 3. Cap. Francois Dhani; 4. Cap. James Bruce Jardine; 5. Frederick McKenzie; 6. Edward Knight; 7. Charles Victor-Thomas; 8. Oscar Davis; 9. William Maxwell; 10. Robert MacHugh; 11. William Dinwiddie; 12. Frederick Palmer; 13. Cap. Berkeley Vincent; 14. John Bass; 15. Martin Donohoe; 16. Cap. ____;　17. Cap. Carl von Hoffman; 18. ____; 19. ____; 20. ____; 21. Gen. Sr. Ian Hamilton; 22. ____; 23. ____; 24. ____; 25. ____.

## Condecorações
- Companheiro da Ordem de São Miguel e São Jorge  (CMG), 1916.[4]
- Companheiro da Ordem do Banho (CB), 1919.[4]
- Cavaleiro Comandante da Ordem do Império Britânico (KBE), 1924.[4]